# Гекст-ім-Оденвальд
Гекст-ім-Оденвальд (нім. Höchst im Odenwald) — громада в Німеччині, знаходиться в землі Гессен. Підпорядковується адміністративному округу Дармштадт. Входить до складу району Оденвальд.
Площа — 30,51 км2. Населення становить 10 209 ос. (станом на 31 грудня 2020).

## Галерея

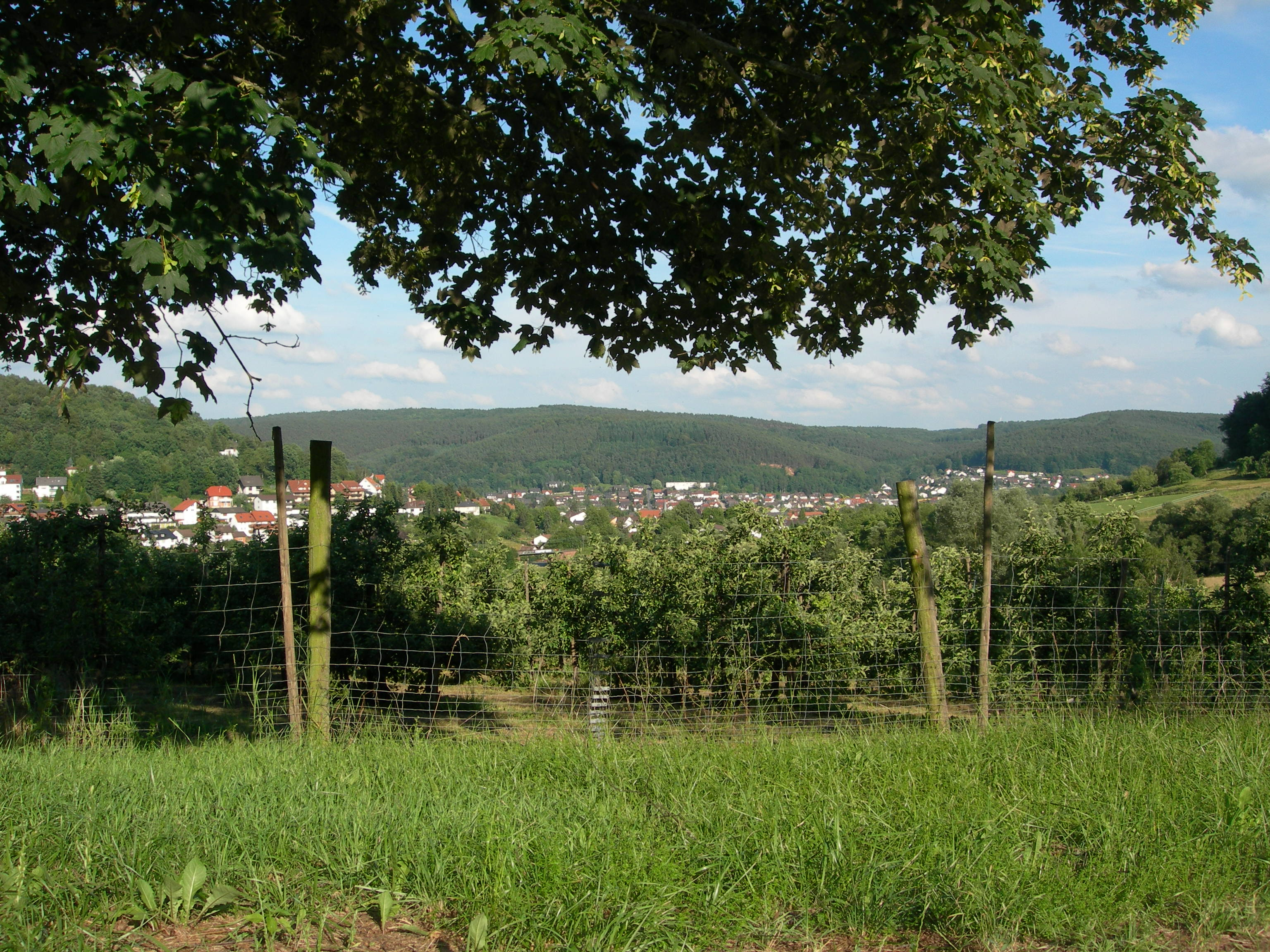
загальний вигляд через приватний паркан
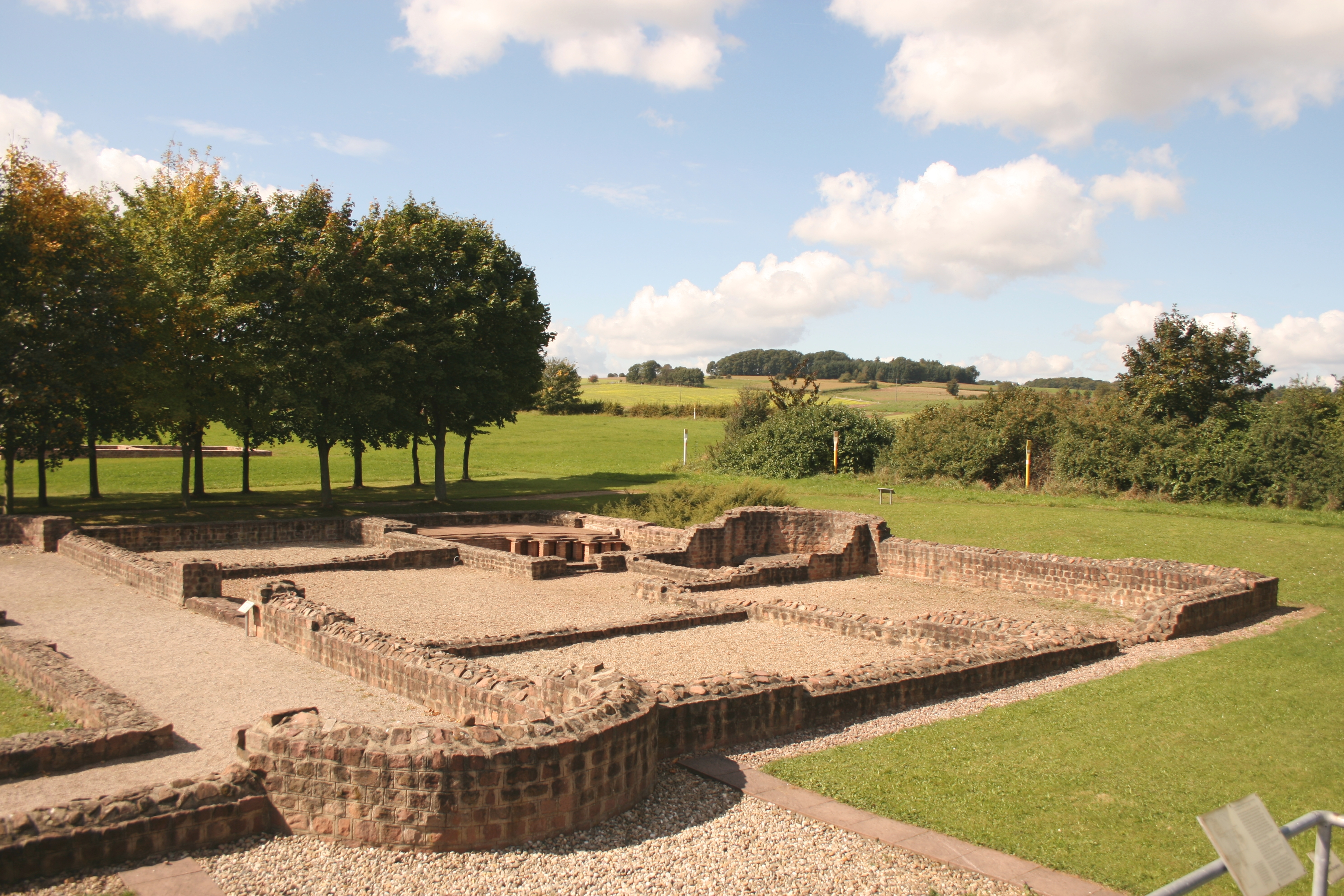
залишки давньоримської вілли
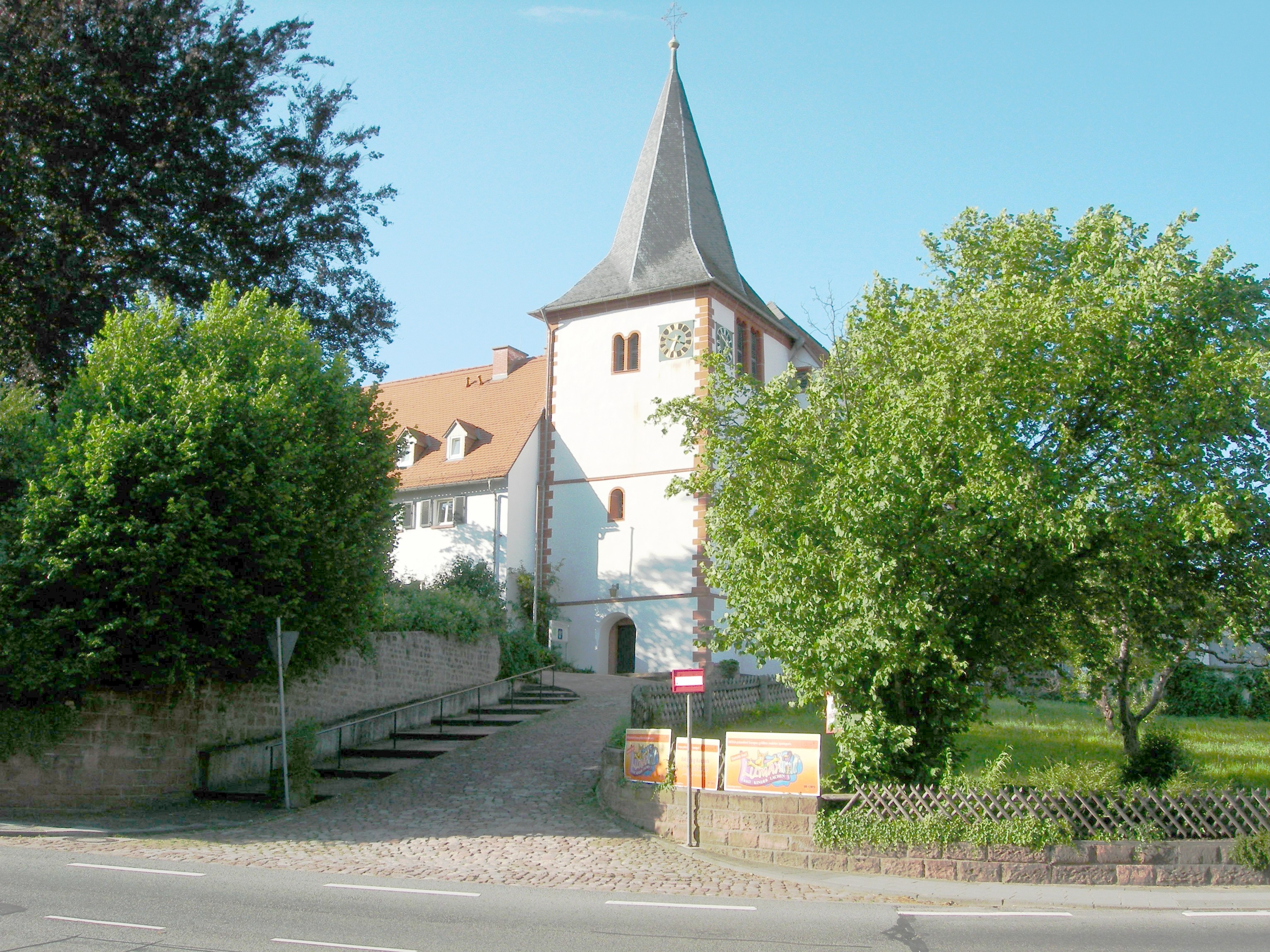
стра кірха
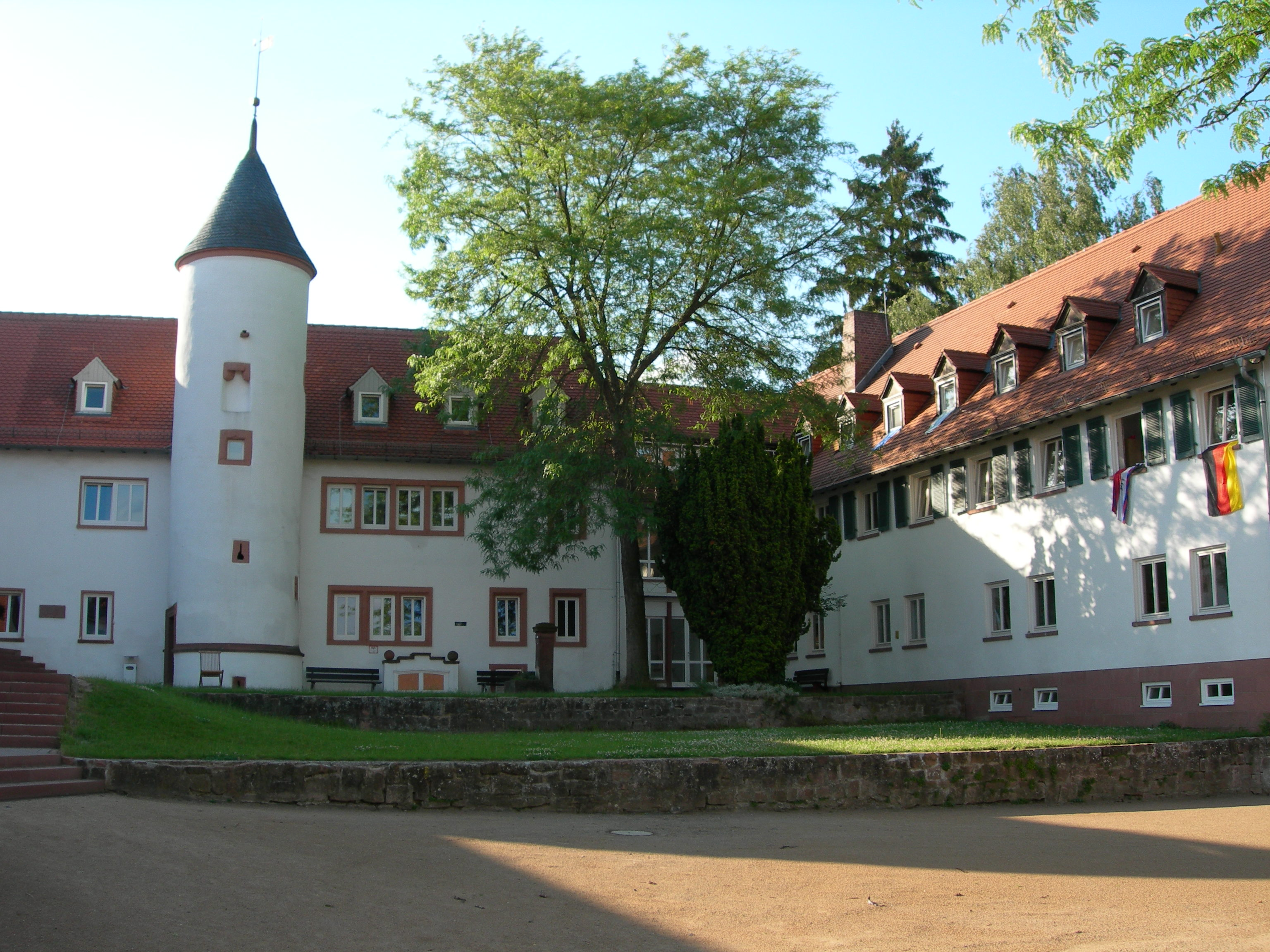
колишній монастир
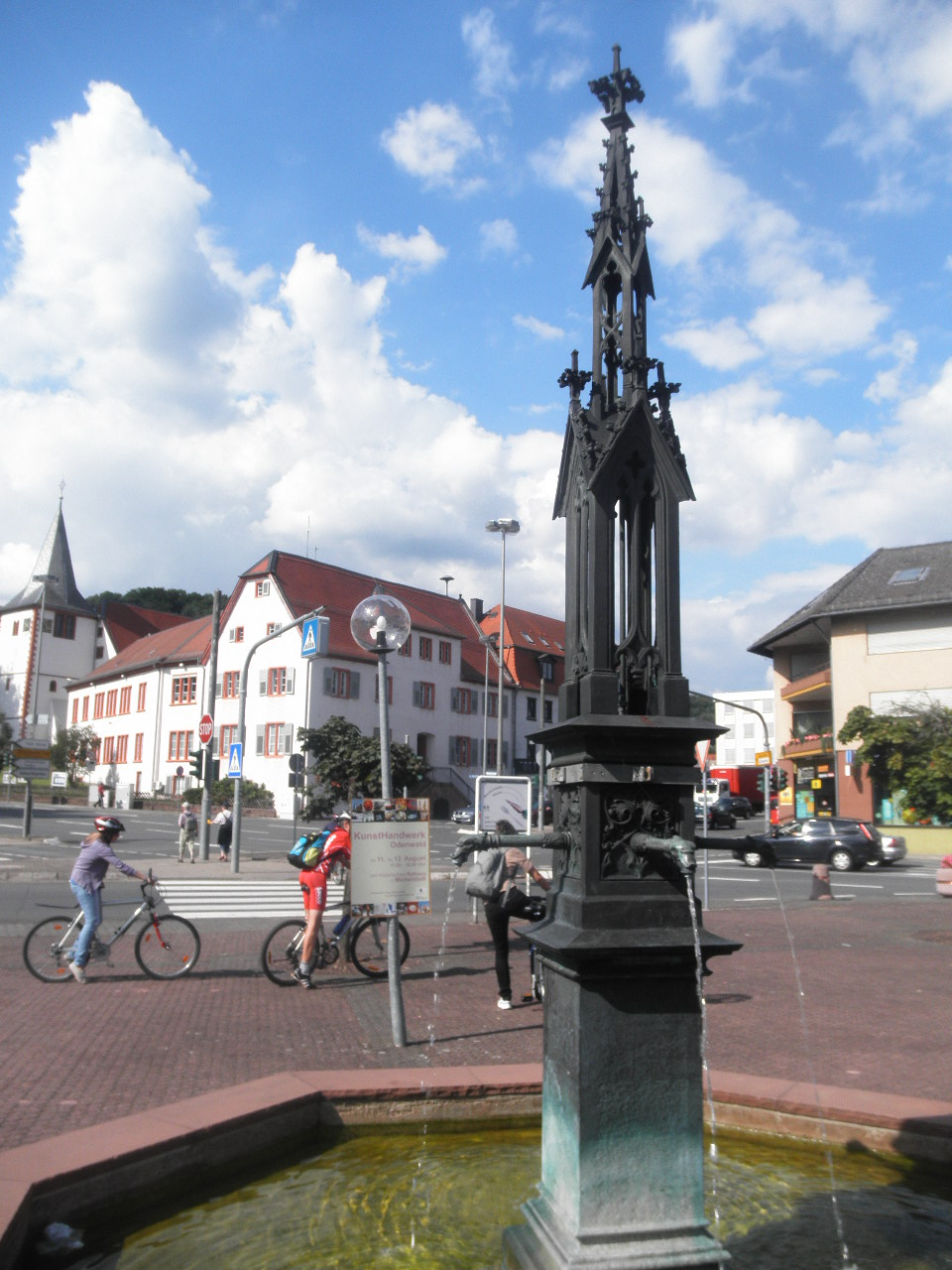
Фонтан на Монтмеліанській площі